# Kleinpellidae
Kleinpellidae es una familia de foraminíferos bentónicos de la superfamilia Fursenkoinoidea, del suborden Buliminina y del orden Buliminida. Su rango cronoestratigráfico abarca desde el Anisiense hasta el Ladiniense (Triásico medio).

## Discusión
Clasificaciones previas hubiesen incluido Kleinpellidae en el suborden Rotaliina y/o orden Rotaliida.

## Clasificación
Kleinpellidae incluye a las siguientes géneros:
- Kleinpella †